# 2009-es támadás a Srí Lanka-i krikettválogatott ellen
2009. március 3-án támadás érte a Srí Lanka-i krikettválogatottat szállító buszt a pakisztáni Lahor városában. A tizenkét fegyveres által végrehajtott támadás során hat rendőr és különböző források szerint egy vagy két civil életét vesztette, hét krikettjátékos, egy segédedző és egy tartalék játékvezető megsérült. Ez volt a világon az első terrortámadás, amelyet célzottan krikettjátékosok ellen követtek el. A támadás elkövetésével az afganisztáni központú Laskar-e-Dzsangví dzsihadista szervezetet vádolták.
A pakisztáni kormányt bírálatok érték amiatt, hogy állítólag a rendőrség már korábban birtokában volt olyan információknak, hogy terrortámadás fenyegeti a Srí Lanka-i krikettezőket, és ezt az információt a kormánynak is továbbították, de mégsem sikerült az esetet megakadályozni.

## Története

### Előzmények
2008 novemberében Mumbaiban súlyos terrortámadás történt, a biztonsági helyzet romlásának következtében pedig az indiai krikettválogatott lemondta a 2009 elejére tervezett pakisztáni vendégszereplését. Helyettük „beugróként” Srí Lanka válogatottja kezdte meg pakisztáni turnéját 2009 januárjában. Három egynapos nemzetközi mérkőzést vívtak a házigazdák ellen, amelyből kettőt megnyertek, egyet elvesztettek, majd egy tesztmérkőzést is játszottak, amely döntetlen lett. A második, Lahorban megrendezett tesztmérkőzés március 1-én kezdődött, az első két napon Srí Lanka 606 futást szerzett, mire kiesett az összes ütőjátékosuk, Pakisztán 110-nél tartott, mialatt egy ütősük esett ki. A harmadik nap reggelén, helyi idő szerint nem sokkal 9 óra előtt egy több buszból álló konvoj szállította a Srí Lanka-iakat a mérkőzés helyszínére, a Kadhafi Stadionhoz.

### A támadás
A csapatot szállító busz már csak mintegy 400 méterre volt a stadiontól, a Szabadság tér körforgalmánál, amikor tizenkét, álarcot viselő lőfegyveres rájuk támadt. Először a busz kerekeit lőtték ki, majd a járműre is tüzet nyitottak. Egy rakétát is kilőttek a busz felé, ám az célt tévesztett, és egy villanyoszlopot talált el, illetve egy gránátot is eldobtak, de az csak akkor robbant fel, miután a busz áthaladt fölötte. A játékosok, amikor észlelték a támadást, lebuktak a padlóra, hogy fedezékben legyenek. Utólag úgy ítélik meg, a buszvezető számos életet megmentett azzal, hogy nem állította meg a járművet, hanem haladt tovább a stadion felé.
Az egész eseménysorozat mintegy másfél percen belül lezajlott, utána pedig az elkövetők elmenekültek. A helyszínen nem sikerült sem elfogni, sem megölni egyet sem közülük, gránátokat és rakétavetőket azonban hátrahagytak a helyszínen.
A krikettmérkőzés nem folytatódott sem aznap, sem későbbi napokon, hivatalosan döntetlen lett. Több válogatott lemondta a közeljövőre tervezett pakisztáni látogatását. A 2011-es krikett-világbajnokság, amelyet közösen rendezett volna Pakisztán, India, Srí Lanka és Banglades, végül csak utóbbi három országban került megrendezésre, Pakisztántól elvették a tervezett 14 mérkőzés (köztük egy elődöntő) rendezési jogát. Pakisztán az eset után 10 évig nem játszott hazai tesztmeccset (helyette az Egyesült Arab Emírségekben volt a „hazai” pályája).

## Az áldozatok és a sérültek
A források egybehangzóan írják, hogy hat, a buszt kísérő pakisztáni rendőr vesztette életét a támadásban, de a civil áldozatok számánál van, ahol kettőt írnak, van, aki csak annyit említ meg, hogy a konvoj egy másik járművét vezető sofőr halt meg a rendőrökön kívül.
A játékosok közül Tilán Szamaravíra és Taranga Paranavitána súlyosabb sérüléseket szenvedett, őket egy este 10 óra körül felszálló charter repülő Colombóba vitte, ahol másnap, szerda hajnalban szálltak le, és egy magánkórházba szállították őket. A csapatkapitány, Mahéla Dzsajavardhana, valamint Kumár Szangakkára, Adzsanta Mendisz, Csaminda Vász és Szuranga Lakmál könnyebben sérült meg. Rajtuk kívül Paul Farbrace segédedző és egy tartalék játékvezető is megsérült. A sérüléseket többnyire nem lövedékek, hanem szilánkok okozták, de a tartalék játékvezető hátát egy lövés találta el.

## Az elkövetők
A támadást minden valószínűség szerint az afganisztáni központú iszlamista szervezet, a Laskar-e-Dzsangví követte el. Az abban az időben Pakisztánt sújtó terrortámadások célja bizonyos vélemények szerint az volt, hogy az országot minél jobban sikerüljön elszigetelniük, elzárniuk a világtól, és mivel a krikett egy olyan „csatorna” volt, amelyen keresztül tartották a kapcsolatot a világ többi részével, valószínűleg ezért dönthettek amellett, hogy krikettjátékosokat támadnak meg.
Már a terrorcselekmény utáni éjjel több mint 100 embert letartóztattak a pandzsábi biztonsági erők, de mint kiderült, egyikük sem volt összefüggésbe hozható a támadással. Az első valódi gyanúsított letartóztatásáról 2009 júniusában érkezett hír. Egyúttal az a vélemény is megjelent, hogy a támadás célja túszok ejtése lett volna. A következő években újabb letartóztatások történtek, például 2011-ben Adnán Hoszát, 2012-ben Lahorban Malik Isákot fogták el, aki a gyanú szerint börtönében ülve kitervelte és irányította a támadást.
2016-ban, amikor több őrizetben levő gyanúsítottat egy újabb fegyveres csoport megpróbált kiszabadítani, a kitört tűzpárbajban három ember, akit a 2009-es támadással gyanúsítottak, életét vesztette.